# لويس بيريز (لاعب كرة قدم كولومبي)
لويس بيريز (بالإسبانية: Luis Francisco Pérez)‏ هو لاعب كرة قدم كولومبي، ولد في 12 سبتمبر 1957 في سانتا مارتا في كولومبيا.

## وصلات خارجية
- لويس بيريز على موقع عالم كرة القدم.نت (الإنجليزية)
- لويس بيريز على موقع أوليمبيديا (الإنجليزية)